# Merel Mooren
Merel Mooren (Haarlem, 22 de septiembre de 1982) es una deportista neerlandesa que compitió en voleibol, en la modalidad de playa. Ganó dos medallas de plata en el Campeonato Europeo de Vóley Playa, en los años 2005 y 2006.

## Palmarés internacional
| Campeonato Europeo | Campeonato Europeo     | Campeonato Europeo | Campeonato Europeo |
| Año                | Lugar                  | Medalla            | Pareja             |
| ------------------ | ---------------------- | ------------------ | ------------------ |
| 2005               | Moscú (Rusia)          | Medalla de plata   | Rebekka Kadijk     |
| 2006               | La Haya (Países Bajos) | Medalla de plata   | Rebekka Kadijk     |